# نرجس مهمل
النرجس المهمل (باللاتينية: Narcissus obsoletus) نوع نباتي يتبع جنس النرجس من الفصيلة النرجسية. ينمو النبات من بصلة شتوية مبكرة معمرة.

## الموئل والانتشار
موطنه بلاد الشام والمغرب العربي وقبرص وإسبانيا والبرتغال وفرنسا وإيطاليا والبلقان واليونان وتركيا.

## مرادفات للاسم العلمي
- (باللاتينية: Hermione obsoleta)
- (باللاتينية: Narcissus autumnalis subsp. obsoletus)
- (باللاتينية: Narcissus elegans var. obsoletus)
- (باللاتينية: Narcissus serotinus var. obsoletus)
- (باللاتينية: Hermione aequilimba)
- (باللاتينية: Hermione deficiens)
- (باللاتينية: Narcissus aequilimbus)
- (باللاتينية: Narcissus cupanianus)
- (باللاتينية: Narcissus deficiens)
- (باللاتينية: Narcissus miniatus)
- (باللاتينية: Narcissus spiralis)
- (باللاتينية: Narcissus serotinus subsp. deficiens)
- (باللاتينية: Narcissus serotinus var. aequilimbus)
- (باللاتينية: Narcissus serotinus var. deficiens)
- (باللاتينية: Narcissus serotinus var. emarginatus)
- (باللاتينية: Narcissus serotinus var. major)